# Rachel Sibande
Rachel Chimwemwe Sibande (sinh ngày 9 tháng 1 năm 1986) là một chuyên gia công nghệ, nhà khoa học máy tính, nhà giáo dục STEM và doanh nhân người Malawia

## Thơ ấu và giáo dục
Sibande sinh năm 1986 ở Lilongwe, Malawi, con gái của Ethel (née Muyaba) và Ben Chavula, và là con lớn nhất trong gia đình năm người con. Cha cô là một kế toán và mẹ cô từng là một giáo viên kinh tế gia đình tại trường cao đẳng dạy nghề và sau đó là một chuyên gia phát triển nông thôn.
Sibande nhập học tại trường trung học Our Lady of Wisdom, một Trường Công giáo ở Blantyre. Khi cô 15 tuổi, cô được chọn theo học tại Đại học Chancellor College của Malawi. Năm 2006, Sibande tốt nghiệp Cử nhân, chuyên ngành Khoa học Máy tính với tín chỉ.
Ngay sau đó, cô đảm nhận công việc đầu tiên là nhà phát triển tại Hệ thống máy tính toàn cầu. Sau đó, cô chuyển sang làm giáo dục, giảng dạy về Công nghệ Thông tin tại trường trung học ưu tú của Malawi, Học viện Kamuzu, được gọi là "Eton của Châu Phi".
Cô rời Học viện để theo đuổi bằng thạc sĩ khoa học về lý thuyết thông tin, mã hóa và mật mã tại Đại học Mzuzu vào năm 2007. Ở đó, cô cũng dạy Thống kê với tư cách là giảng viên phụ trợ tại Khoa Toán học. Cô tốt nghiệp Thạc sĩ Khoa học với mức phân biệt trung bình 80% vào năm 2010.
Vào năm 2010, Sibande đã nhận được học bổng tiến sĩ được tài trợ hoàn toàn từ Viện Thị trường Công nghệ (IMT Lucca), nhưng phải từ bỏ cơ hội vì nó trùng hợp lúc cô sinh đứa con đầu lòng. Sau đó, cô đã có một cơ hội tiến sĩ khác vào năm 2015 từ Khoa Khoa học Máy tính tại Đại học Rhodes ở Nam Phi.

## Sự nghiệp công nghệ
Sibande thành lập trung tâm công nghệ đầu tiên của Malawi, mHub. Nó nuôi dưỡng những người đam mê công nghệ trẻ với các kỹ năng kinh doanh và kỹ thuật. Đơn vị phát triển phần mềm của nó trao quyền cho thanh niên Malawia để vô địch phát triển công nghệ địa phương và cung cấp các giải pháp địa phương.. Thông qua trung tâm, Sibande đã thành lập Câu lạc bộ Lập trình cho Trẻ em và Câu lạc 
bộ Lập trình cho trẻ em gái (cf Code Club) để chỉ cho những người trẻ tuổi cách phát triển trò chơi, hoạt hình và ứng dụng công nghệ di động.
Năm 2012, Sibande trở thành cựu sinh viên của Sáng kiến lãnh đạo trẻ châu Phi của Tổng thống Obama. Năm 2015, cô nhận được học bổng Anita Borg từ Google, hiện được gọi là chương trình học bổng TechWomen. Học bổng được trao cho nữ sinh viên khoa học máy tính xuất sắc từ khắp nơi trên thế giới. Năm 2016, Rachel trở thành Đại sứ Malawi của Sáng kiến Diễn đàn Einstein tiếp theo nhằm thúc đẩy khoa học, kỹ thuật công nghệ và toán học (STEM).
Sibande đã đưa ra TED talk vào năm 2013 về chủ đề sử dụng công nghệ cho phát triển nông nghiệp. Năm 2016, cô trở thành người địa phương đầu tiên có giấy phép cho TEDx Lilongwe.
Năm 2016, Forbes Magazine đã gọi tên Sibande là một trong số 30 doanh nhân triển vọng nhất ở độ tuổi dưới 30.

## Danh dự và giải thưởng
- Listed by FORBES as one of the 30 most promising young entrepreneurs in Africa (2016)[5]
- Listed as one of the top 40 innovators under 40 in Africa (2016)[6]
- Named Next Einstein Ambassador for Malawi at the Next Einstein Forum (2016)[7]
- Recipient from Southern Africa of the Google Anita Borg Scholarship; a prestigious scholarship given to female outstanding computer science students from around the world. (2015)[2]